# RDS Arena
RDS Arena é um estádio multi-uso localizado em Dublin, Leinster, Irlanda, tem capacidade para 18.500, foi inaugurado em 1868.